# Afroabcasi
Gli afroabcasi sono una piccola popolazione, oramai quasi del tutto scomparsa, di origine africana insediata in Abcasia, territorio secessionista della Georgia.
Ancora nel XIX secolo abitavano principalmente a Adzyubzha e nei suoi dintorni (Chlou, Pokvesh, Agdarra e Merkulov), nell'attuale distretto di Ochamchire, alla foce del fiume Kodori, il corso d'acqua più importante dell'Abcasia. 

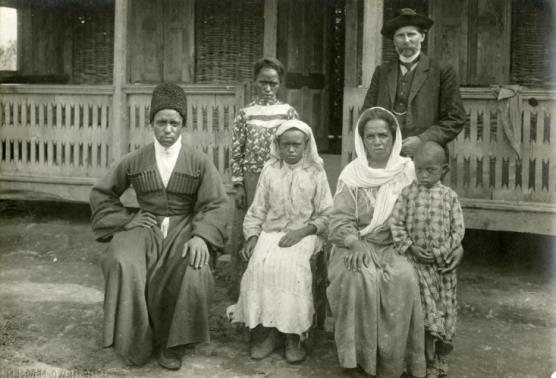
Famiglia abcasa di origine africana

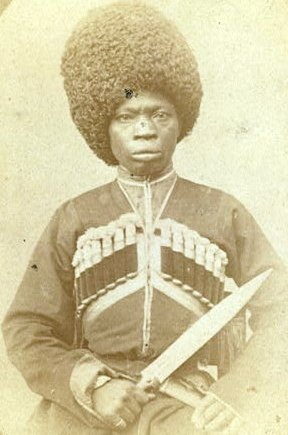
Abcaso di origine africana. Foto di George Kennan, 1870.

## Origine

### Ipotesi e leggende
L'origine etnica di tale popolazione è ancora oggetto di discussione tra gli esperti. Presumibilmente erano i discendenti di popolazioni africane schiavizzate dai turchi e deportate in tale regione. Infatti nel XVII secolo l'Abcasia era parte dell'Impero ottomano ed è riportato che circa un centinaio di schiavi furono acquistati e insediati nella regione dalla famiglia georgiana dei Shervashidze, principi cristiani di origine georgiana, signori dell'Abcasia che si erano convertiti all'Islam. Tali schiavi avrebbero dovuto lavorare nelle piantagioni di agrumi di cui il distretto era molto ricco. Questo sarebbe stato l'unico caso documentato di una deportazione di un certo rilievo di genti africane sulla costa del Mar Nero, tuttavia un numero così esiguo di persone non giustifica la presenza di una così grande minoranza in seguito.
Nel 1927, lo scrittore russo Maksim Gor'kij, in compagnia dello scrittore abcaso Sanson Chanba, visitò il villaggio di Adzyubzha e lì vi incontrò tale popolo. In seguito pubblicò le sue riflessioni sostenendo che la leggenda dell'origine etiopica di tale gente fosse vera.
Oltre a tale versione sono fiorite diverse leggende; in una si parla di una nave ottomana naufragata durante una tempesta: i naufraghi ne sarebbero stati i progenitori. Ma tale leggenda non spiega per quale motivo una nave di schiavi navigasse così fuori rotta.
Un'altra leggenda inserita tra le saghe ossete parlava di strette relazioni tra i popoli del Caucaso ed il Corno d'Africa, da cui in seguito sarebbero provenute tali popolazioni.
Una terza leggenda infine coinvolgerebbe addirittura lo Zar Pietro il Grande, il quale, si racconta, importò decine di africani in Russia come manodopera per l'edificazione di San Pietroburgo e coloro che non sarebbero stati capaci di acclimatarsi al gelido clima del Baltico furono inviati in dono ai principi abcasi che in quell'epoca stavano entrando nell'orbita russa.
Tuttavia Erodoto stesso ci parla di una popolazione africana che abitava nella Colchide e che sarebbe stata, secondo le sue deduzioni, l'erede di una spedizione militare in quelle terre da parte del faraone egiziano Sesostri.
In epoca sovietica, in una nota di Ivan Isakov a Nikita Kruscev si sosteneva che le genti africane dell'Abcasia fossero parte dei lavoratori del conte Illarion Ivanovič Voroncov-Daškov Viceré russo del Caucaso tra il 1905 e il 1915, ipotesi questa irreale in quanto tali genti erano conosciute da almeno cento anni.
Si sa che nel XIX secolo si esprimessero esclusivamente in lingua abcasica. Il loro numero non fu mai censito per quanto nelle cronache si parlasse di moltissime famiglie e numerosi villaggi.
Essi erano del resto totalmente parte della popolazione locale, non venendo percepiti come elementi allogeni.
Al pari degli altri abcasi, dal punto di vista religioso, non erano omogenei: ve ne erano di cristiani, di musulmani ed anche di ebrei. Questo dato depone per una loro origine molto antica.
Erano principalmente dediti alla coltivazione degli agrumi, della vite e dei cereali, ma alcuni lavoravano nelle miniere di carbone di Tkvarchreli o erano operai nelle fabbriche di Sukhumi. Al pari delle altre genti abcase, si russificarono nel tempo e molti di essi migrarono altrove.